# U 141 (U-Boot, 1940)
U 141 war ein deutsches U-Boot vom Typ II D, das im Zweiten Weltkrieg von der deutschen Kriegsmarine eingesetzt wurde.

## Geschichte
Der Auftrag für das Boot wurde am 25. September 1939 an die Werft Deutsche Werke, Kiel vergeben. Die Kiellegung erfolgte am 12. Dezember 1939, der Stapellauf am 27. Juli 1940, und die Indienststellung unter Oberleutnant zur See Heinz-Otto Schultze am 21. August 1940.
Das Boot gehörte nach seiner Indienststellung bis zum 23. Oktober 1940 als Ausbildungsboot zur 1. U-Flottille in Kiel. Danach, vom 24. Oktober 1940 bis zum 30. April 1941, war es Schulboot in der 21. U-Flottille in Neustadt und später in Pillau. Beim Beginn des Krieges gegen die Sowjetunion wurde das Boot vom 1. Mai 1941 bis zum 30. September 1941 als Frontboot der 3. U-Flottille in Kiel zugeteilt, bis es dann vom 1. Oktober 1941 bis März 1945 wieder als Schulboot in der 21. U-Flottille in Pillau eingesetzt wurde. Zuletzt war U 141 von März 1945 bis zum 5. Mai 1945 Ausbildungsboot in der 31. U-Flottille in Hamburg.

## Einsatzstatistik
Unter dem Kommando von Philipp Schüler absolvierte U 141 vier Unternehmungen, auf denen Schüler vier Schiffe mit 6.801 BRT versenkte.

### Erste Unternehmung
Das Boot lief am 13. April 1941 um 10:05 Uhr von Kiel aus und lief am 17. April 1941 um 19:08 Uhr in Bergen ein. Dort Reparatur im Dock nach Kollision. 29. April 1941 um 08:00 Uhr Ausgelaufen aus Bergen und am 11. Mai 1941 um 18:45 Uhr Eingelaufen in Lorient. Auf dieser 18 Tage dauernden und zirka 2.490 sm über und 204 sm unter Wasser langen Unternehmung in den Nordatlantik, südlich der Färöer-Inseln, wurden keine Schiffe versenkt oder Beschädigt.

### Zweite Unternehmung
Das Boot lief am 31. Mai 1941 um 21:00 Uhr von Lorient aus und lief am 29. Juni 1941 um 19:45 Uhr wieder dort ein. Auf dieser 26 Tage dauernden und 2.941 sm über und 471 sm unter Wasser langen Unternehmung in den Nordatlantik, dem Nordkanal sowie westlich von Irland, wurde ein Schiff mit 1.277 BRT versenkt.
- 22. Juni 1941: Versenkung des schwedischen Dampfers Calabria mit 1.277 BRT. Der Dampfer wurde durch einen Torpedo versenkt. Es hatte 1.480 t Palmkerne sowie 200 t Kopra geladen und befand sich auf dem Weg von Port Harcourt nach Hull. Es gab drei Tote und 24 Überlebende.

### Dritte Unternehmung
Das Boot lief am 14. Juli 1941 um 21:00 Uhr von Lorient aus und lief am 1. August 1941 um 16:30 Uhr wieder dort ein. Auf dieser 18 Tage dauernden und 2.282 sm über und 241 sm unter Wasser langen Unternehmung in den Nordatlantik, dem Nordkanal und vor Nordirland, wurde ein Schiff mit 5.106 BRT versenkt und ein Schiff mit 5.133 BRT beschädigt.
- 26. Juli 1941: Versenkung des britischen Dampfers Botwey (Lage) mit 5.106 BRT. Der Dampfer wurde durch einen Torpedo versenkt. Er fuhr in Ballast und war auf dem Weg von Ellesmere Port nach Port Sulphur (Plaquemines Parish, USA). Keine Verluste, 53 Überlebende.

- 26. Juli 1941: Beschädigung des britischen Dampfers Atlantic City mit 5.133 BRT. Der Dampfer wurde durch einen Torpedo beschädigt. Er hatte Kohle und Frachtgut geladen und befand sich auf dem Weg von Cardiff über die Table Bay nach Alexandria.

### Vierte Unternehmung
Das Boot lief am 21. August 1941 um 17:05 Uhr von Lorient aus und lief am 12. September 1941 um 14:15 Uhr zur Ergänzung in Bergen ein. Es lief am 15. September 1941 um 06:00 Uhr wieder dort aus und am 19. September 1941 in Kristiansand ein. Dort wurde ein Begleitoffizier an Bord genommen und das Boot lief es gleichem Tag um 15:20 Uhr wieder aus, um am 18. September 1941 um 10:00 Uhr in Kiel festzumachen. Auf dieser 28 Tage dauernden und 3.551 sm über und 193 sm unter Wasser langen Unternehmung in den Nordatlantik, westlich des Nordkanals und westlich von Irland, wurden zwei Schiffe mit 418 BRT versenkt.
- 5. September 1941: Versenkung des britischen Fischdampfers King Erik mit 228 BRT. Der Dampfer wurde durch einen Torpedo versenkt. Er fuhr in Ballast war auf dem Weg von Belfast nach Island. Es war ein Totalverlust mit 15 Toten.

- 6. September 1941: Versenkung des isländischen Fischdampfers Jarlinn mit 190 BRT. Der Dampfer wurde durch einen Torpedo versenkt. Er hatte Fisch geladen und war auf dem Weg nach Island. Es war ein Totalverlust.

## Verbleib
Das Boot wurde am 5. Mai 1945 in Wilhelmshaven in der Westkammer der IV. Einfahrt (Raederschleuse) gemäß dem lange bestehenden, allerdings von Großadmiral Dönitz noch am Abend des 4. Mai 1945 aufgehobenen Regenbogen-Befehl von seiner Besatzung selbstversenkt.